# اللواء البلجيكي المستقل
اللواء البلجيكي المستقل وحدة عسكرية بلجيكية ولوكسمبورجية في القوات البلجيكية الحرة خلال الحرب العالمية الثانية، والمعروف باسم لواء بيرون على اسم قائده جان بابتيست بيرون. شارك في أوروبا الغربية وفي معركة نورماندي، وتحرير بلجيكا، والقتال في هولندا خلال 1944-1945. 

## غزو نورماندي

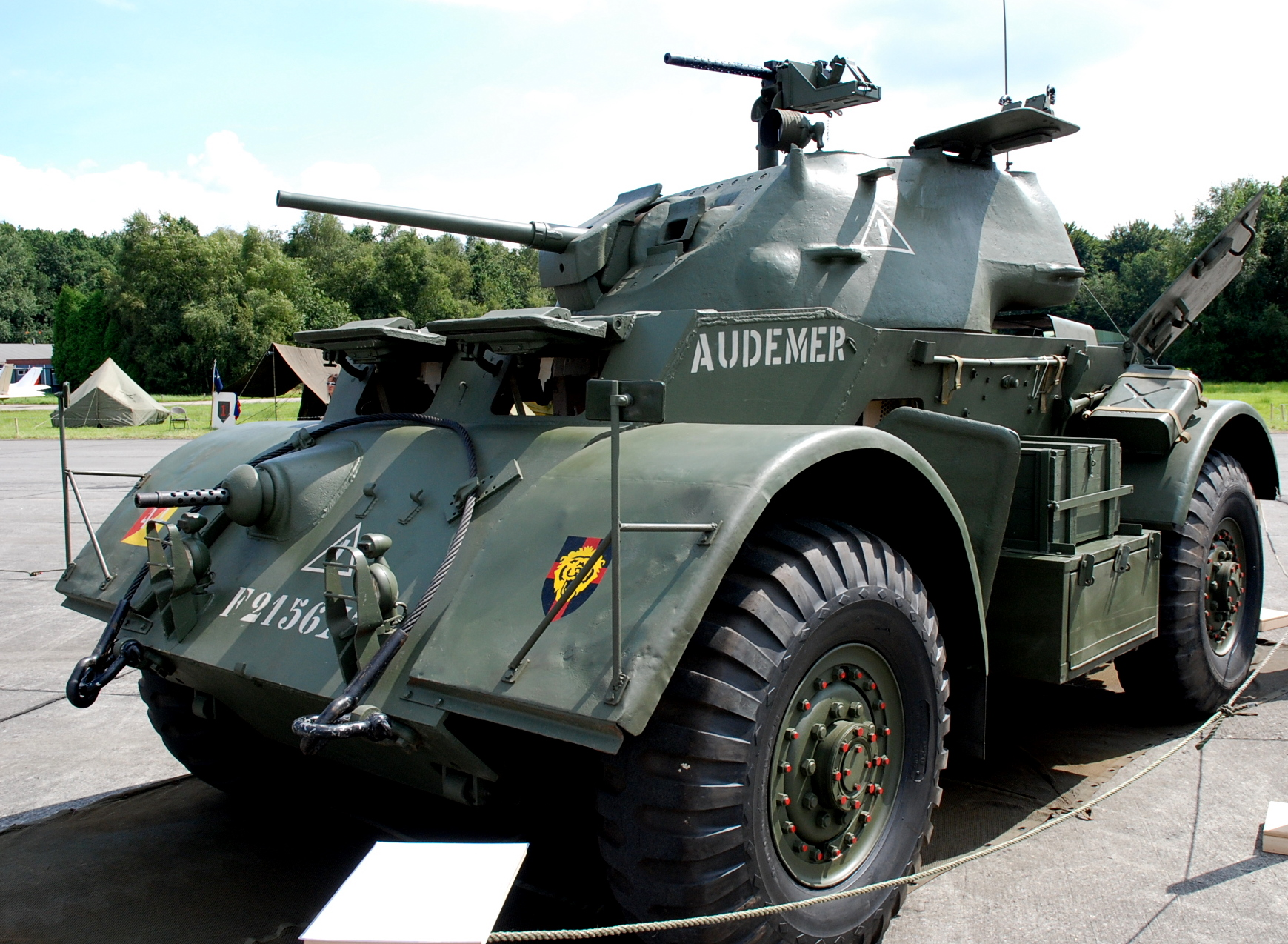
سيارة تي 17 ستاجهاوند للواء

تم الإنزال في اليوم دي في 6 يونيو 1944 بدون لواء، مما أدى إلى خيبة أمل كبيرة من رجاله البالغ عددهم 2200 لكن البريطانيين فضلوا ابقائهم من أجل تحرير بلجيكا. (تم تطبيق هذه السياسة على جميع الوحدات العسكرية الوطنية الأصغر، والتي كان من المتوقع أن تشكل أساس جيوش ما بعد الحرب والتي كان من الصعب عليهم إيجاد بدائل في حالة خسارتهم. ضغط بيرون على الحكومة البلجيكية في المنفى، والتي طلبت من الحكومة البريطانية إرسال القوات البلجيكية إلى الجبهة، لعكس المعنويات المتراجعة لتلك القوات. 
في 29 يوليو 1944، أمر اللواء أن يكون مستعدًا للتحرك. وصلت أول وحداته إلى نورماندي في 30 يوليو ووصلت القوة الرئيسية إلى أرومانشيس وكورسوليس في 8 أغسطس، قبل نهاية معركة نورماندي. عمل اللواء تحت قيادة الفرقة البريطانية السادسة المحمولة جوا التي كانت جزءا من الجيش الكندي الأول.  دخل البلجيكيون الخدمة الفعلية في 9 أغسطس.    

## بلجيكا وهولندا

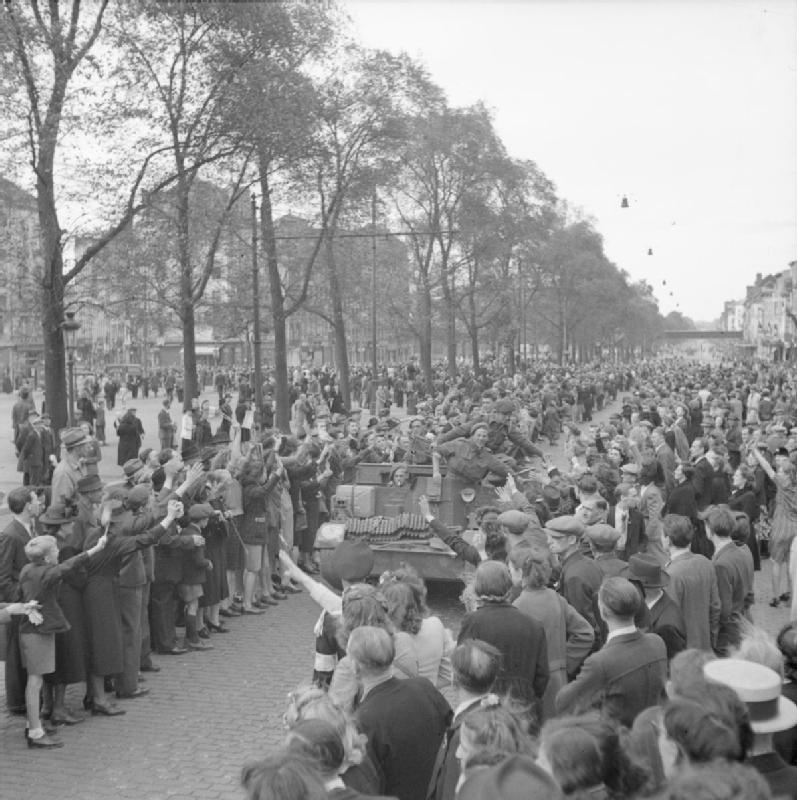
كارير العالمية للواء يحملها مدنيون أثناء تحرير بروكسل في عام 1944.

## احتلال ألمانيا
احتل اللواء بيرون جزءًا من منطقة الاحتلال البريطانية حتى 15 ديسمبر 1945. 